# Том Томск
„Том“ е руски футболен отбор от областния център Томск. Клубът е наречен на името на река Том, протичаща през Томск. Генералният спонсор на Том е компанията Роснефт.

## История
Отборът е основан през 1957 под името „Буревестник“. През 1960 досгига 1/8 финал в купата на СССР. След образуването на шампионатът на Русия Том получава място в 1 лига, зона изток, но изпада. През 1994 отборът става втори във 2 лига, а Руслан Ахиджак вкарва 18 гола. На следващия сезон отборът е спонсориран от Източно-нефтена компания, но Том отново завършва втори. Клубът успява да влезе в 1 лига чак през 1997, когато е подсилен с няколко по-известни играчи. След влизането в по-горна дивизия е построена западната трибуна на стадион Труд и административно-битовият корпус. Въпреки това те изпитват финансови трудности и оцеляват с помощта на Востокгазпром. Треньор става Владимир Пузанов, а Том се закрепя в средата на таблицата. Въпреки силните си игри у дома, отборът не успява да се домогне до първите места. През 2002 е назначен Валерий Петраков, който има за цел да вкара отбора в Премиер-лигата. Привлечени са Дмитрий Годунок, Евгений Калешин, Сергей Скобляков и Алексей Бугаев. Отборът завършва на трета позиция. На следващия сезон Том отново са на крачка от промоция, но завършват на 1 точка разлика от вторият. В 2004 треньор става Дмитрий Галямин. Той привлича Денис Кисельов и Александър Антипенко, както и първият чужденец в историята на Том – чехът Томаш Виходил. Въпреки това Том стартира изключително слабо и Галямин е уволнен. Новият треньор Александър Гостенин възражда отбора и Том постигат 27 победи в оставащите 36 мача, а привлеченото от Галямин нападателно дуо Кисельов и Антипенко вкарват съответно 18 и 15 гола. След влизането на отбора в РФПЛ треньор става Борис Стукалов. Той привлича опитните Валерий Климов и Валерий Катинсус, както и Алексей Медведев и вратарят Сергей Парейко. Отборът успява да не изпадне и завършва сезона на 10 място. През 2006 начело на Том се връща Валерий Петраков. Под негово ръководство Том записва 3 победи в първите 3 кръга и се класира на 8 място. На следващия сезон сибирският тим достига 1/2 финал за националната купа. През 2008 в клубът се сменят 3 треньора. Сезонът започва Петраков, който по-късно е сменен от Мирослав Ромащенко. Опитният спец Валерий Непомнящий спасява Том от изпадане. През 2009 отборът изпитва финансови затруднения, но в крайна сметка са намерени няколко спонсора. На следващия сезон те отново заемат 8 място. През септември 2011 Непомнящий си подава оставката. Оттам тръгва и кризата в Том, които все по-уверено крачат към зоната на изпадащите. В началото на 2012 е сменен почти целият отбор, но отборът от Томск изпада във ФНЛ.
През сезон 2014/15 Том завършва трети във ФНЛ, но не преодолява плейофите, губейки от Урал.

## Предишни имена
- „Буревестник“ (1957)
- „Томич“ (1958, 1961—1963)
- „Сибелектромотор“ (1959—1960)
- „Торпедо“ (1964—1967, 1974—1978)
- „Томлес“ (1968—1973)
- „Манометър“ (1979—1987)
- „Том“ (от 1988 - )

## Клубни рекорди
Най-голяма победа: „Динамо“ Якутск – 9:1 (1995), „Сахалин“ Холмск – 8:0 (1993), „Спартак“ Налчик – 8:0 (1998).
Най-голяма загуба: „Темп“ Барнаул – 0:7 (1962).
Най-добър голмайстор: Виктор Себелев (1989—2004) – 83 гола (287 мача) в шампионатите и 3 гола (в 21 мача) – в купите.
Най-добър голмайстор за един сезон: Руслан Ахиджак – 18 гола в 21 мача (Втора лига, Сибир 1994), Денис Кисельов – 18 гола в 37 мача (Първа дивизия 2004).

## Известни футболисти
- Павел Погребняк
- Сергей Корниленко
- Ким Нам Ил
- Вениамин Мандрикин

## Български футболисти
- Атанас Борносузов: 2005/06 (10 мача - 1 гол)
- Александър Младенов: 2006/08 (43 мача - 4 гола)
- Пламен Николов: 2012/13 (40 мача - 1 гол)
- Живко Миланов: 2013/15 (55 мача - 1 гол)